# プチアガール
「プチアガール」は、モデル兼動画クリエイター・ねおのアーティストデビュー楽曲。2020年3月17日にワーナーミュージック・ジャパン内の新レーベル「etichetta」からデジタル・ダウンロードでシングル・リリースされた。

## 背景とリリース
2020年2月29日、ねおが1年10ヶ月の間専属モデルを務めてきたPopteenを卒業することを自身のTwitterにて発表。後の3月11日、同じく自身のTwitterにて「重大報告」と題し、「3月17日からアーティストとしてデビューする」という内容の報告を行った。
「プチアガール」はフランス人プロデューサーのMoe Shopが作曲、シンガーソングライターの山崎あおいが作詞を手がけるポップソング。ねお自身のリアルな思いが歌詞に反映されたフレンチエレクトロとなっている。アートディレクターは、きゃりーぱみゅぱみゅのジャケットデザインやラフォーレ原宿の広告などにも携わってきたSteve Nakamuraが担当。楽曲の発表に合わせ、アーティスト写真と「プチアガール」の配信ジャケットが公開され、彼の「動きを瞬時に表現できる、ねおの魅力を生かしたい」というアイデアから生まれた“動くジャケット写真”がSNS上で公開されている。

### CMへの採用
この楽曲は、ねお自身が出演するブルボン「プチシリーズ」のテレビCM「BIGチャレンジ」編のCMソングに採用された。CMはシングル発売同日の3月17日から全国でオンエアされる。

## ミュージック・ビデオ
「プチアガール」のミュージック・ビデオは、Mrs. GREEN APPLE、HKT48などのミュージック・ビデオを手掛けている瀬里義治が監督している。ねお本人も監督のミュージック・ビデオのファンであることから、今回のタッグが生まれた。ビデオは3月16日23時30分より、YouTubeプレミア公開が行われ、ねお本人がリアルタイムでチャットに参加し、ファンとともに公開を迎えた。“NEOMIX”をテーマに、笑っているねお、怒っているねお、キメているねお、アニメになったねおなど、いろんな「ねお」 が混ざり合う映像となっている。

## 収録曲
| 全作詞: Moe Shop、全作曲: 山崎あおい。 |                                                                     |          |            |      |
| #                                      | タイトル                                                            | 作詞     | 作曲・編曲 | 時間 |
| 1.                                     | 「プチアガール (feat. Moe Shop)」(ブルボン「プチシリーズ」CMソング) | Moe Shop | 山崎あおい | 3:24 |
| 2.                                     | 「プチアガール (feat. Moe Shop)［Instrumental］」                   | Moe Shop | 山崎あおい | 3:24 |
| 合計時間:                              | 合計時間:                                                           | 6:48     |            |      |